# Richard Jenkins
Richard Dale Jenkins (DeKalb, 4 mei 1947) is een Amerikaans acteur. Hij werd in 2009 genomineerd voor een Academy Award voor zijn hoofdrol in The Visitor. Hiervoor kreeg hij onder meer een National Board of Review en een Satellite Award daadwerkelijk toegekend. Na rollen in vijf televisiefilms maakte Jenkins in 1985 zijn debuut op het witte doek als Kelly in Silverado. Sindsdien speelde hij in meer dan 70 films, meer dan 85 inclusief televisiefilms.
Jenkins' cv bestaat voor het overgrote deel uit filmrollen. Daarnaast speelde hij van 2001 tot en met 2005 Nathaniel Fisher in negentien afleveringen van Six Feet Under. Hij speelde eenmalige gastrollen in onder meer Miami Vice (twee keer als een ander personage) en Spenser: For Hire.
Jenkins trouwde in 1969 met Sharon R. Friedrick met wie hij dochter Sarah Pamela en zoon Andrew Dale kreeg. Beide zijn inmiddels volwassen.

## Filmografie
*Exclusief 15+ televisiefilms
| - IF (2024, stem) - The Last Shift (2020) - The Shape of Water (2017) - Bone Tomahawk (2015) - Turbo (2013, stem) - White House Down (2013) - A.C.O.D. (2013) - Jack Reacher (2012) - The Company You Keep (2012) - Killing Them Softly (2012) - The Cabin in the Woods (2012) - Darling Companion (2012) - Liberal Arts (2012) - The Rum Diary (2011) - Friends with Benefits (2011) - Hall Pass (2011) - Let Me In (2010) - Eat Pray Love (2010) - Norman (2010) - Waiting for Forever (2010) - Dear John (2010) - Happythankyoumoreplease (2010) - The Tale of Despereaux (2008, stem) - Burn After Reading (2008) - Step Brothers (2008) - The Brøken (2008, aka The Broken) - The Visitor (2007) - The Kingdom (2007) - Rumor Has It... (2005) - Fun with Dick and Jane (2005) - North Country (2005) - Shall We Dance (2004) - I Heart Huckabees (2004) - Cheaper by the Dozen (2003) - Intolerable Cruelty (2003) - The Core (2003) - The Mudge Boy (2003) - Stealing Harvard (2002) - Changing Lanes (2002) | - Sins of the Father (2002, televisiefilm) - The Man Who Wasn't There (2001) - One Night at McCool's (2001) - Say It Isn't So (2001) - Me, Myself & Irene (2000) - What Planet Are You From? (2000) - Random Hearts (1999) - Snow Falling on Cedars (1999) - Outside Providence (1999) - The Mod Squad (1999) - The Confession (1999) - There's Something About Mary (1998) - The Impostors (1998) - Eye of God (1997) - Absolute Power (1997) - Eddie (1996) - Flirting with Disaster (1996) - Un divan à New York (1996, aka A Couch in New York) - How to Make an American Quilt (1995) - The Indian in the Cupboard (1995) - Trapped in Paradise (1994) - It Could Happen to You (1994) - Wolf (1994) - Undercover Blues (1993) - Blaze (1989) - Sea of Love (1989) - Blue Steel (1990) - How I Got Into College (1989) - Stealing Home (1988) - Little Nikita (1988) - Rachel River (1987) - The Witches of Eastwick (1987) - Courtship (1987) - The Manhattan Project (1986) - On Valentine's Day (1986) - Hannah and Her Sisters (1986) - Silverado (1985) |

## Televisieseries
*Exclusief eenmalige gastrollen
- Dahmer – Monster: The Jeffrey Dahmer Story - Lionel Dahmer (2022, 9 afleveringen)
- Berlin Station - Steven Frost (2016-2019, 24 afleveringen)
- Olive Kitteridge - Henry Kitteridge (2014, vier afleveringen)
- Six Feet Under - Nathaniel Fisher (2001-2005, 21 afleveringen)
- Against the Law - Wexford (1990, twee afleveringen)